# Hugo Batalla
Hugo Félix Batalla Parentini (Montevidéu, 11 de julho de 1926 — Montevidéu, 3 de outubro de 1998) foi um advogado e político uruguaio, que serviu como vice-presidente do Uruguai entre 1995 e 1998.

## Biografia
Adquiriu notoriedade como defensor de presos políticos durante a Ditadura civil-militar uruguaia, que durou de 1973 a 1984.
Com o retorno à democracia, em 1984, foi eleito senador até 1990. Em 1994, retornou ao Partido Colorado e juntou-se a Julio María Sanguinetti nas eleições daquele ano para a Presidência do Uruguai, das quais sairiam vitoriosos. Durante sua vice-presidência, faleceu em 3 de outubro de 1998, aos 72 anos de idade, por conta de um câncer de pulmão, que já o mantinha afastado de seu cargo desde dois meses antes.